# سایون ایکس‌دی
سایون ایکس‌دی (Scion xD) خودرویی است که از سال ۲۰۰۷ تا کنون تولید شده‌است.
این خودرو در کلاس خودرو کامپکت کوچک قرار گرفته، طراحی آن خودروهای موتور جلو-محور جلو بوده طول آن در حالت طبیعی ۱۵۴٫۷ اینچ (۳٬۹۲۹ میلیمتر)، عرض آن در حالت طبیعی ۶۷٫۹ اینچ (۱٬۷۲۵ میلیمتر) و ارتفاع آن در حالت طبیعی ۶۰٫۰ اینچ (۱٬۵۲۴ میلیمتر) است.